# National Ice Centre

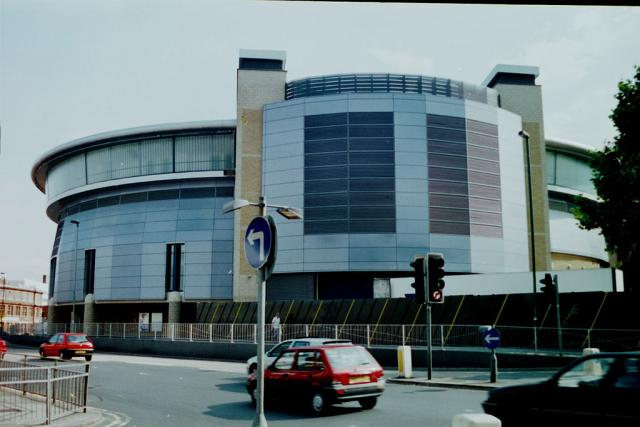

National Ice Centre – arena hokejowa znajdująca się w Nottingham w Anglii. 
Plany budowy areny zostały po raz pierwszy przedstawione publicznie we wrześniu 1995 roku. Koszt budowy pierwotnie szacowano na 13 mln funtów (część funduszy miała pochodzić z funduszu National Lottery). Budowa rozpoczęła się w październiku 1996 r. Pierwsza publiczna sesja jazdy na łyżwach na arenie odbyła się w kwietniu 2000 r. Na obiekcie odbył się także pokaz tańca na lodzie do utworu Boléro Maurice'a Ravela w wykonaniu olimpijskich mistrzów tańca na lodzie: Jayne Torvill i Christophera Deana. 
1 kwietnia 2008 r. zmieniono nazwę obiektu na Trent FM Arena. 10 października 2008 r. na obiekcie odbył się koncert Queen + Paul Rodgers w ramach trasy Rock the Cosmos Tour. W 2011 r. obiekt został nazwany Capital FM Arena Nottingham.
Na co dzień w hali używa drużyna hokejowa Nottingham Panthers, występująca w brytyjskich rozgrywkach Elite Ice Hockey League.